# San Pietro penitente (Ribera Città del Messico)
San Pietro penitente è un dipinto del pittore spagnolo Jusepe de Ribera realizzato circa nel 1630-1640 e conservato nel Museo Soumaya a Città del Messico.

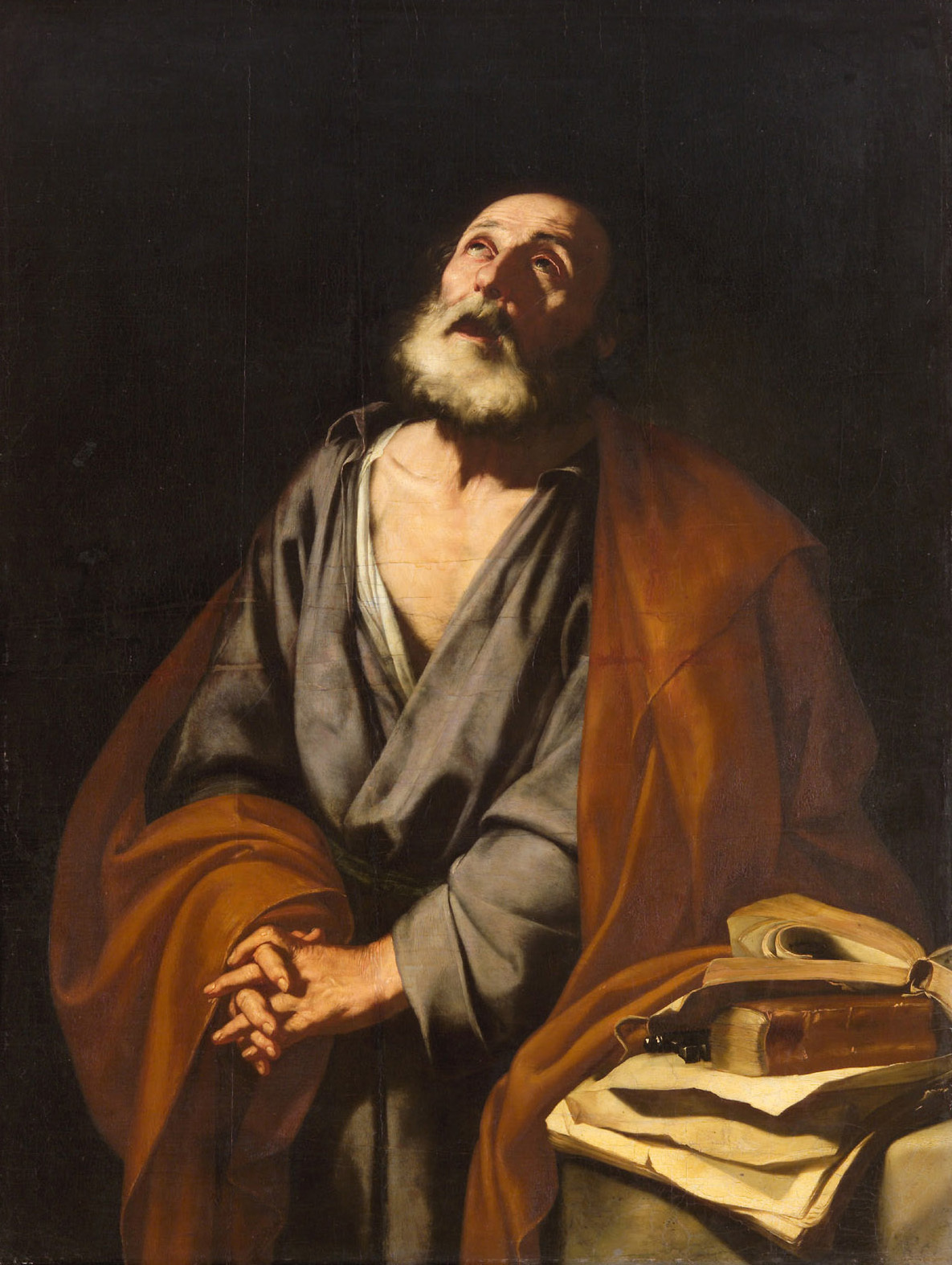
Altra versione San Pietro penitente del Ribera al Kunsthistorisches Museum di Vienna

## Descrizione
Il dipinto raffigura San Pietro col profilo di un uomo anziano sullo sfondo scuro, con abiti colorati più luminosi, le mani giunte e serrate in un gesto di pentimento o orazione, mentre lo sguardo è diretto verso il cielo in un gesto profondo di religiosità.

## Stile
L'oscurità del dipinto lo rende parte dello stile tenebrista sviluppato all'interno del barocco, che Ribera ereditò dalle sue influenze da Francisco Ribalta, in particolare da Caravaggio.